# Corinhos
Corinhos são cânticos de cunho evangelístico, que se caracterizam por uma estrutura melódica simples e intuitiva, de pequena extensão, segundo João Wilson Faustini. Essa descrição não parece muito distante da dos cânticos evangelísticos dos EUA que, na primeira metade do século 20, tornaram-se hinos tradicionais do Protestantismo brasileiro. Contudo, seu estilo extremamente fácil, em comparação ao dos hinos tradicionais, longos e mais difíceis de serem memorizados, tornou-o o preferido das igrejas. Por sua vez, estes Corinhos eram geralmente curtos, possuíam ritmos mais animados e eram memorizados facilmente. Daí porque, rapidamente, os corinhos tornaram-se uma marca registrada dos acampamentos, reuniões de jovens e escolas dominicais.
O primeiro registro de Corinhos em compilações, no Brasil, é o do Cantor Pentecostal, lançado em 1921. Era impresso pela mesma editora da Harpa Cristã e começou como um anexo deste hinário (continha 44 hinos e 10 corinhos). Era impresso por Almeida Sobrinho. O Cantor Pentecostal foi distribuído pela Assembléia de Deus, ministério Belém (PA).
No entanto, os primeiros Corinhos, seguindo o que aconteceu com os hinos, eram traduções e adaptações de canções americanas, que aos poucos foram servindo de modelo para composições brasileiras. A Teologia desses novos cânticos, acompanhava a Teologia de organizações para eclesiásticas, que, por sua vez, não era muito diferente da Teologia Missionária do período da inserção Protestante no Brasil. Assim, características como Pietismo, Individualismo, Salvação pessoal e apelo emocional continuaram a constituir o conteúdo dos novos cânticos. A maior novidade foi a introdução do violão, que acentuou um novo modo de cantar que, embora não fugisse da balada norte-americana, tinha um caráter mais alegre e marcado ritmicamente. A letra inserida a seguir dá uma ideia do estilo poético do corinho, cuja característica principal é a extrema simplicidade: "Santo Espírito enche a minha vida, Pois por Cristo eu quero brilhar, Santo espírito enche a minha vida
Usa-me às almas a salvar, Aleluia, aleluia, aleluia dou a Cristo Rei" (Santo Espírito, Autor desconhecido).

## História
Quanto aos Corinhos, pode-se afirmar que, apesar de serem elaborados dentro dos moldes das cantigas americanas, representaram a primeira tentativa no Brasil, pelo menos de que se tem relato, de ruptura com o modelo convencional dos hinários tradicionais. Datando dos anos 50, essas cantigas faziam parte de uma produção musical autônoma, usadas principalmente para encontros, reuniões e congressos de jovens e, em algumas igrejas, nas Escolas Dominicais. LIMA (1991) registrou que os corinhos chegaram ao Brasil nos anos de 50 e 60 e alcançaram o apogeu no período da Ditadura Militar (pós-1964). Eles foram trazidos e inseridos no Brasil por instituições paraeclesiásticas como a Organização Palavra da Vida e a Mocidade Para Cristo (MPC).
Dentre as muitas atividades evangelísticas que desempenhavam as paraeclesiásticas, elas tinham o objetivo de trabalhar com a juventude. Todas as organizações realizavam encontros de jovens, retiros espirituais e Acampamentos, nos quais imperava o novo estilo musical das canções norte-americanas. Os ambientes eram muito mais informais do que o ambiente de Culto, visto que o objetivo destas instituições era o de Evangelização. O discurso desses encontros ainda se baseava no velho conversionismo isolacionista e da santificação que estimulava os jovens a uma vida regrada moralmente e afastada da cultura mundana. Como trabalhavam com o interdenominacionalismo, não demorou muito para que o estilo informal e descontraído das reuniões de jovens fosse trazido para o culto. Isso se deu principalmente pela inserção das canções utilizadas nos encontros específicos .

## Influência no Brasil: relação com a Música Evangélica e o Gospel Nacional
O gospel no Brasil tem raízes que remontam aos anos 50 e 60, quando a primeira fase do crescimento pentecostal acompanhou o fenômeno da concentração populacional urbana brasileira, intimamente relacionado ao êxodo rural. Foi nesse período que os pentecostais romperam com a tradição da hinologia protestante: introduziram ritmos e estilos mais populares nas canções, incluíram instrumentos de percussão e sopro no acompanhamento e compuseram pequenas canções com melodia e letra simples para serem cantadas nos cultos – algo muito próximo do que seria mais tarde popularizado entre os evangélicos como Corinhos. Os pentecostais, desde seus primórdios no Brasil, deram destaque à música no culto e valorizaram o seu papel popular e de veiculação das emoções. Segundo Waldo César e Richard Shaull, esta era uma tendência dos grupos pentecostais já nos Estados Unidos, que trabalhavam juntamente com a música espontânea, a expressão corporal com as palmas e o balanço do corpo.
A não-aceitação das igrejas do Protestantismo Histórico de Missão ao pentecostalismo refletia-se na resistência em acompanhar o novo modo de cantar nos cultos e na manutenção do privilégio à hinódia tradicional. Mas foi a renovação musical empreendida pela prática das organizações paraeclesiásticas nos anos 50 e 60, com a introdução dos Corinhos, que veio a alterar esse quadro e abrir caminho para a popularização da Música Religiosa que atingiria todo o campo protestante a partir de então.
São poucas as obras publicadas que descrevem ou analisam este processo – nenhuma de cunho acadêmico. A que apresenta uma pesquisa mais aprofundada é o livro A Revolução da Música Gospel, de Sandro Baggio. O autor relata que o primeiro cantor evangélico a inserir o violão como instrumento musical litúrgico foi Luiz de Carvalho, que ousou utilizá-lo ainda nos anos 60 para acompanhar composições religiosas de sua autoria que continham ritmos populares. Foi o primeiro a gravar um LP evangélico no Brasil – chegou a gravar 70 discos, com ampla vendagem –, e apresentou-se em 22 países. Mas foi uma renovação religiosa ocorrida nos anos 70 nos EUA, segundo o autor – o Movimento de Jesus –, que reforçou o movimento de popularização da música evangélica iniciado com os pentecostais e as organizações paraeclesiásticas, e que determinou o nascedouro de um novo movimento musical entre os evangélicos no Brasil. Primeiramente, importa descrever os dois períodos indicados por Baggio como “molas propulsoras” do movimento gospel brasileiro.
A Organização Palavra da Vida, por exemplo, evitava a informalidade hippie na aparência, mas consolidou sua opção pelo uso da música como estratégia de comunicação nas campanhas evangelísticas e nas atividades dos retiros espirituais. Ela passou a gravar discos com composições dos seus líderes ou de jovens internos do Seminário Bíblico. Seguiram o mesmo caminho outras paraeclesiásticas como Jovens da Verdade e Mocidade para Cristo(CUNHA, 2004, Página 124).</ref>.
Nesse contexto surgiram os grupos musicais jovens brasileiros, que produziram canções mais elaboradas que os Corinhos, não para cântico congregacional, mas para serem ouvidas, introjetadas. Os grupos ou conjuntos jovens de organizações paraeclesiásticas assumiram a missão de compor e apresentar as canções de conteúdo religioso para serem mensagens inseridas nos momentos de culto. Era a versão popular e jovem do clássico canto coral. Foram vários os grupos que nasceram nesse período, e entre os mais populares estão Vencedores por Cristo, Palavra da Vida, Grupo Elo, Comunidade S-8. A gravação de discos por meio de produção independente contribuiu com a popularização desses conjuntos jovens, ainda que a distribuição fosse restrita às poucas livrarias e lojas evangélicas. A força da divulgação concentrava-se nas apresentações em programações das igrejas locais e em campanhas evangelísticas, quando os discos eram vendidos. A consolidação dos grupos e de sua força musical fez com que a sua apresentação em igrejas locais incluísse a liderança de todo o programa, isto é, os conjuntos preparavam e coordenavam a liturgia, o que incluía a pregação da palavra e um apelo à conversão de participantes não-evangélicos.
As canções, mais elaboradas, possuíam letras mais extensas e melodias mais trabalhadas em comparação com os Corinhos. Tendo por característica principal a apresentação para uma audiência, elas contavam com arranjos vocais e exigiam uso de outros instrumentos além do violão e do teclado, o que também impunha a necessidade de aparelhagem de som. O conteúdo teológico não se distanciava das bases pietistas da pregação evangélica no Brasil .

## Contribuição estética à música cristã
A contribuição dos Corinhos está no fato de trazer a Marcha e a Balada para a o contexto da Música Cristã, na sua face de Música Sacra, o que culminou no processo de popularização do Sacro e da Música Religiosa dentro do Culto Cristão e na Sociedade. Essa mudança tem relação direta com a Pós-modernidade e os processos relativos à Indústria Cultural, numa Cultura de Massa, na qual se instaura a Cultura Pop, ou seja, há a popularização do sagrado e dos bens em mercadoria.

## Leitura recomendada
- CAMARGO Jr. Corinhos Cifrados com Música. Curitiba: A. D. Santos, 1996.
- FREDERICO, Gustavo C. S. (Comp.). Corinhos Cifrados com Música. Curitiba: A. D. Santos, 1995. v. XI e XII.
- LIMA, Éber F. S.. Reflexões sobre a Corinhologia brasileira atual. Boletim Teológico, Porto Alegre, Fraternidade teológica, n.5, março de 1991.
- MONTEIRO, Simei de Barros. O Cântico da Vida: análise de conceitos fundamentais expressos nos cânticos das igrejas evangélicas no Brasil. São Paulo: ASTE, 1991.